# Dallas Cowboys 1973
La stagione 1973 dei Dallas Cowboys è stata la 14ª della franchigia nella National Football League. La squadra si qualificò per i playoff per l'ottava stagione consecutiva.

## Calendario

### Stagione regolare
| Turno | Data       | Avversario             | Risultato |
| ----- | ---------- | ---------------------- | --------- |
| 1     | 16/9/1973  | at Chicago Bears       | V 20–17   |
| 2     | 24/9/1973  | New Orleans Saints     | V 40–3    |
| 3     | 30/9/1973  | St. Louis Cardinals    | V 45–10   |
| 4     | 8/10/1973  | at Washington Redskins | S 14–7    |
| 5     | 14/10/1973 | at Los Angeles Rams    | S 37–31   |
| 6     | 21/10/1973 | New York Giants        | V 45–28   |
| 7     | 28/10/1973 | at Philadelphia Eagles | S 30–16   |
| 8     | 4/11/1973  | Cincinnati Bengals     | V 38–10   |
| 9     | 11/11/1973 | at New York Giants     | V 23–10   |
| 10    | 18/11/1973 | Philadelphia Eagles    | V 31–10   |
| 11    | 22/11/1973 | Miami Dolphins         | S 14–7    |
| 12    | 2/12/1973  | at Denver Broncos      | V 22–10   |
| 13    | 9/12/1973  | Washington Redskins    | V 27–7    |
| 14    | 16/12/1973 | at St. Louis Cardinals | V 30–3    |

### Playoff
| Turno            | Data       | Avversario        | Risultato | Attendance |
| ---------------- | ---------- | ----------------- | --------- | ---------- |
| Divisional       | 23/12/1973 | Los Angeles Rams  | V 27–16   | 64,291     |
| NFC Championship | 30/12/1973 | Minnesota Vikings | S 27–10   | 60,272     |